# Nationales Spielfilmfestival der DDR
Das Nationale Spielfilmfestival der DDR war ein im Jahr 1980 in der DDR ins Leben gerufenes Filmfestival für ausschließlich nationale Spielfilmproduktionen. Es wurde erstmals vom 24. bis zum 27. April in Karl-Marx-Stadt ausgetragen. Das Nationale Spielfilmfestival der DDR war neben dem Geraer Nationalen Festival „Goldener Spatz“ für Kinderfilme der DDR in Kino und Fernsehen und dem Festival des Dokumentarfilms in Neubrandenburg das wohl wichtigste Filmereignis der DDR. Organisiert wurde die Veranstaltung vom Ministerium für Kultur der DDR und vom Verband der Film- und Fernsehschaffenden der DDR in Zusammenarbeit mit dem Rat des Bezirkes Karl-Marx-Stadt.
Kurt Maetzig, Präsident des Festivalkomitees, eröffnete das unter dem Motto „Gute Filme, keine Wegwerfware“ stehende Ereignis mit dem DEFA-Streifen Alle meine Mädchen von Regisseurin Iris Gusner. Der Austragungsort, Karl-Marx-Stadt, präsentierte mit dem 1974 eröffneten Kulturkomplex, bestehend aus Stadthalle und angegliedertem Interhotel „Kongreß“, ideale Voraussetzungen, um eine „Rechenschaftslegung der Filmschaffenden vor den Werktätigen des Arbeiterbezirkes Karl-Marx-Stadt zu sein“.
Das Filmfestival fand alle zwei Jahre Mitte Mai statt und präsentierte Produktionen aus jeweils diesem Zeitraum. Jeder Wettbewerbsbeitrag wurde mit einem Diplom und dem dazugehörenden Preis, dem „Steiger“ ausgezeichnet. Insgesamt wurden zehn Filme in den Wettbewerb aufgenommen.
1990 wurde das Festival zum ersten und zum letzten Mal im Berliner Kino International ausgetragen.

## 1. Nationales Spielfilmfestival der DDR (1980)

### Jury
Neben einer Jury aus Filmexperten, unter dem Vorsitz des Neuen Deutschlands Filmkritiker Horst Knietzsch, gab es eine zwölfköpfige Publikumsjury unter dem Vorsitz von FDJ-Sekretär Peter Reichert, die einen Sonderpreis, den „Großen Steiger“ vergab. Der „Großen Steiger“ war eine 68 cm hohe Holzplastik, die vom damaligen Leiter der Annaberger Schnitzschule, Egon Rehm, erschaffen wurde.
- Präsident der Filmexperten-Jury: Horst Knietzsch (Filmkritiker)
  - Werner Klier (Direktor der Bezirksfilmdirektion), Dieter Mann (Schauspieler), Gerhard Meyer (Generalintendant der Städtischen Theater), Rolf Richter (Filmwissenschaftler), Dieter Schiller (Literaturwissenschaftler), Hans-Dieter Tok (Filmkritiker), Margit Voss (Filmkritikerin), Joachim Werzlau (Komponist), Dieter Wiedemann (Filmsoziologe), Paul Wiens (Schriftsteller) und Ingrid Wille (Kulturwissenschaftlerin).

- Vorsitzender der Publikumsjury: Peter Reichert
  - sowie weitere elf namentlich nicht genannte Mitglieder

### Wettbewerbsbeiträge
- Heiner Carow: Bis daß der Tod euch scheidet
- Roland Gräf: P.S.
- Iris Gusner: Alle meine Mädchen
- Ralf Kirsten: Lachtauben weinen nicht
- Günter Reisch: Anton der Zauberer
- Bernhard Stephan: Jörg Ratgeb, Maler
- Erwin Stranka: Sabine Wulff
- Lothar Warneke: Addio, piccola mia
- Konrad Wolf, Wolfgang Kohlhaase: Solo Sunny
- Herrmann Zschoche: Sieben Sommersprossen

### Preisträger

#### Expertenjury
- Beste Regie: Konrad Wolf und Wolfgang Kohlhaase (beide für Solo Sunny) und Roland Gräf (P.S.)
- Bester Hauptdarsteller: Ulrich Thein (Anton der Zauberer)
- Beste Hauptdarstellerin: Lissy Tempelhof (Alle meine Mädchen) und Renate Krößner (Solo Sunny)
- Bester Nebendarsteller: Dieter Montag (Solo Sunny) und Fritz Marquardt (Alle meine Mädchen)
- Beste Nebendarstellerin: Heide Kipp (Solo Sunny) und Barbara Dittus für (P.S. und Sieben Sommersprossen)
- Beste Nachwuchsdarstellerin: Karin Düwel (Sabine Wulff)
- Bestes Drehbuch: Günther Rücker (Bis daß der Tod euch scheidet)
- Beste Kamera: Eberhard Geick (Solo Sunny)
- Beste Filmmusik: Günther Fischer (Solo Sunny)
- Bester Schnitt: Evelyn Carow (Solo Sunny, Sabine Wulff und Bis daß der Tod euch scheidet)
- Bestes Szenenbild: Alfred Hirschmeier (Solo Sunny und Addio, piccola mia)
- Beste Kostüme: Christiane Dorst (Addio, piccola mia und Anton der Zauberer)
- Spezialpreis der Jury: Christa Kożik und Herrmann Zschoche für Sieben Sommersprossen

#### Publikumsjury
- „Großer Steiger“ in der Kategorie „Preis für den wirkungsvollsten Film“: Sabine Wulff – Regie: Erwin Stranka
- „Großer Steiger“ in der Kategorie „Preis für die gelungenste Darstellung einer Arbeiterpersönlichkeit“: Lissy Tempelhof für ihre Rolle der Meisterin Maria Boltzin in Alle meine Mädchen

## 2. Nationales Spielfilmfestival der DDR (1982)

### Preisträger

#### Expertenjury
- Großer Preis: Die Verlobte – Regie: Günter Reisch und Günther Rücker
- Beste Regie: Lothar Warneke (Die Beunruhigung) und Herrmann Zschoche (Bürgschaft für ein Jahr)
- Bester Hauptdarsteller: Hermann Beyer (Märkische Forschungen)
- Beste Hauptdarstellerin: Jutta Wachowiak (Die Verlobte) und Christine Schorn (Die Beunruhigung)
- Bester Nebendarsteller: Rolf Ludwig (Die Verlobte) und Helmut Straßburger (Unser kurzes Leben)
- Beste Nebendarstellerin: Käthe Reichel (Levins Mühle) und Walfriede Schmitt (Die Beunruhigung)
- Bestes Drehbuch: Gabriele Kotte (Bürgschaft für ein Jahr) und Helga Schubert (Die Beunruhigung)
- Beste Kamera: Jürgen Brauer (Die Verlobte) und Thomas Plenert (Die Beunruhigung)
- Bester Schnitt: Erika Lehmphul (Die Verlobte, Unser kurzes Leben und Die Beunruhigung)
- Bestes Szenenbild: Dieter Adam (Die Verlobte, Märkische Forschungen und Bürgschaft für ein Jahr)
- Beste Kostüme: Anne Hoffmann (Bürgschaft für ein Jahr)
- Spezialpreis der Jury: Horst Seemann (Regie, Levins Mühle)
- Lobende Erwähnung: Ulrich Weiß (Regie, Dein unbekannter Bruder)

#### Findlingspreis
Ab dem zweiten Festival 1982 wurde von der Vereinigung der Filmklubs der Findlingspreis vergeben. Die Juroren wurden von den Filmklubs ausgewählt.
- Roland Gräf für Märkische Forschungen[3]

#### Publikumsjury
- Publikumspreis „Großer Steiger“: Dieter Franke (Schauspieler, Dach überm Kopf)

### Trivia
Im Rahmen des 2. Nationalen Spielfilmfestivals der DDR wurde am 20. April 1982 das Clubkino Capitol im Karl-Marx-Städter Stadtteil Siegmar eröffnet. In den vorangegangenen Monaten war das marode Filmtheater zu einem Klubkino mit Drehsesseln an Tischen, terrassenförmiger Steigung, Gastronomie im Saal und eingebauter Bühne umgestaltet worden. Das neue Clubkino Capitol war das dritte seiner Art im damaligen Bezirk Karl-Marx-Stadt. Es spielt heute als einziges Programmkino der Stadt Chemnitz.

## 3. Nationales Spielfilmfestival der DDR (1984)

### Preisträger

#### Expertenjury
- Großer Preis: Der Aufenthalt – Regie: Frank Beyer
- Beste Regie: Frank Beyer (Der Aufenthalt)
- Bester Hauptdarsteller: Franciszek Pieczka (Fariaho)
- Beste Hauptdarstellerin: Inge Keller und Judy Winter (beide für Ärztinnen) und Marion Wiegmann (Kaskade rückwärts)
- Bester Nebendarsteller: Peter Sodann (Erscheinen Pflicht)
- Beste Nebendarstellerin: Monika Lennartz (Insel der Schwäne) und Simone von Zglinicki (Erscheinen Pflicht)
- Bester Nachwuchsdarsteller: Sylvester Groth (Der Aufenthalt)
- Bestes Drehbuch: Wolfgang Kohlhaase (Der Aufenthalt)
- Beste Kamera: Jürgen Brauer (Fariaho) und Roland Dressel (Das Luftschiff)
- Bester Schnitt: Rita Hiller (Der Aufenthalt)
- Bestes Szenenbild: Alfred Hirschmeier (Der Aufenthalt)
- Beste Kostüme: Elke Hersmann (Erscheinen Pflicht, Kaskade rückwärts und Verzeihung, sehen Sie Fußball?)
- Lobende Erwähnung: Erscheinen Pflicht – Regie: Helmut Dziuba

#### Findlingspreis
- Frank Beyer für Der Aufenthalt[4]

#### Publikumsjury
- Publikumspreis „Großer Steiger“: Der Aufenthalt – Regie: Frank Beyer

## 4. Nationales Spielfilmfestival der DDR (1986)

### Preisträger

#### Expertenjury
- Großer Preis: Blonder Tango (Regie: Lothar Warneke) und  Das Haus am Fluß (Regie: Roland Gräf)
- Beste Regie: Rainer Simon (Die Frau und der Fremde)
- Bester Hauptdarsteller: Alejandro Quintana Contreras (Blonder Tango)
- Beste Hauptdarstellerin: Christine Schorn (Eine sonderbare Liebe)
- Bester Nebendarsteller: Hans-Uwe Bauer (Wo andere schweigen)
- Beste Nebendarstellerin: Johanna Schall (Blonder Tango)
- Bester Nachwuchsdarsteller: Jörg Schüttauf (Ete und Ali)
- Beste Nachwuchsdarstellerin: Kathrin Waligura (Die Frau und der Fremde)
- Bestes Drehbuch: Wolfram Witt (Eine sonderbare Liebe)
- Beste Kamera: Roland Dressel (Das Haus am Fluß und Die Frau und der Fremde)
- Beste Filmmusik: Reiner Bredemeyer (Die Frau und der Fremde) und Günther Fischer (Das Haus am Fluß)
- Bester Schnitt: Monika Schindler (Das Haus am Fluß)
- Bestes Szenenbild: Hans Poppe (Die Frau und der Fremde und Wo andere schweigen)
- Beste Kostüme: Christiane Dorst (Eine sonderbare Liebe)
- Lobende Erwähnung: Roman Kaminski (Schauspieler, Der Hut des Brigadiers)

#### Findlingspreis
Lothar Warneke für Blonder Tango

#### Publikumsjury
- Publikumspreis „Großer Steiger“: Hälfte des Lebens – Regie: Herrmann Zschoche
- Publikumspreis „Großer Steiger“: Roman Kaminski für die gelungene Darstellung einer Arbeiterpersönlichkeit in Der Hut des Brigadiers[6]

## 5. Nationales Spielfilmfestival der DDR (1988)

### Preisträger

#### Expertenjury
- Großer Preis: Fallada – Letztes Kapitel – Regie: Roland Gräf
- Beste Regie: Heiner Carow (Die Russen kommen)
- Bester Hauptdarsteller: Jörg Gudzuhn (Fahrschule)
- Beste Hauptdarstellerin: Carmen-Maja Antoni (Kindheit)
- Bester Nebendarsteller: Hermann Beyer (Kindheit)
- Beste Nebendarstellerin: Karin Gregorek (Einer trage des anderen Last …)
- Bester Nachwuchsdarsteller: Jörg Simonides (Die Entfernung zwischen dir und mir und ihr)
- Bestes Drehbuch: Stefan Kolditz (Die Entfernung zwischen dir und mir und ihr)
- Beste Kamera: Roland Dressel (Fallada – Letztes Kapitel und Wengler & Söhne)
- Bester Schnitt: Evelyn Carow (Die Russen kommen)
- Bestes Szenenbild: Alfred Hirschmeier (Wengler & Söhne)
- Beste Kostüme: Werner Bergemann (Die Russen kommen und Wengler & Söhne)
- Lobende Erwähnung: Arianne Borbach (Schauspielerin, Liane)

#### Findlingspreis
- Lothar Warneke für Einer trage des anderen Last …[7]

#### Publikumsjury
- Publikumspreis „Großer Steiger“: Einer trage des anderen Last – Regie: Lothar Warneke

## 6. Nationales Spielfilmfestival der DDR (1990)

### Preisträger

#### Expertenjury
- Großer Preis: Treffen in Travers – Regie: Michael Gwisdek
- Beste Regie: Heiner Carow (Coming Out) und Rainer Simon (Jadup und Boel)
- Bester Hauptdarsteller: Hermann Beyer (Treffen in Travers)
- Beste Hauptdarstellerin: Corinna Harfouch (Die Schauspielerin)
- Bester Nebendarsteller: Wolfgang Greese (Die Architekten)
- Beste Nebendarstellerin: Gudrun Ritter (Verbotene Liebe)
- Bester Nachwuchsdarsteller: Matthias Freihof (Coming Out)
- Bestes Drehbuch: Preis nicht vergeben
- Beste Kamera: Peter Ziesche (Die Schauspielerin)
- Bester Schnitt: Helga Gentz (Jadup und Boel)
- Bestes Szenenbild: Hans Poppe (Jadup und Boel und Die Schauspielerin)
- Beste Kostüme: Werner Bergemann (Jadup und Boel)
- Spezialpreis: Die Architekten – Regie: Peter Kahane

#### Findlingspreis
- Dietmar Hochmuth für Motivsuche[8]